# كيفن تولى
كيفن تولى (بالإنجليزية: Kevin Tully)‏ هو لاعب كرة قدم بريطاني، ولد في 18 ديسمبر 1952 في مانشستر في المملكة المتحدة. لعب مع بورت فايل وكامبريدج يونايتد ونادي بارو ونادي بلاكبول ونادي بوري ونادي كرو ألكساندرا ونادي ويتون ألبيون.